# Park Se-young
Park Se-young (박세영 ()(30 de julio de 1988) es una actriz coreana.  Aumentó su fama durante el año 2012 con personajes de apoyo en series como Faith y School 2013, desde entonces ha protagonizado dramas tales como Sincerity Moves Heaven (2013), Glorious Day (2014), y la película The Cat Funeral (2015).

## Biografía
Sale con el actor Kwak Jung-wook. El 24 de enero de 2022, su agencia anunció que la pareja se había comprometido y se casarían a mediados de febrero en una ceremonia de boda en privado en Seúl.

## Carrera
Debutó como actriz de dramas en 2002, cuando era todavía una niña, pero dejó el espectáculo para concentrarse en sus estudios. Ella volvió a actuar en 2011, e inmediatamente llamó la atención después de aparecer en el videoclip "Know Your Name (Acoustic)"  de Jay Park . Luego desempeñó personajes secundarios en el drama familiar If Tomorrow Comes, el thriller de venganza Man from the Equator, el melodrama  Love Rain, el drama épico Faith, y el drama adolescente Escuela 2013.
Después de poner fin a una disputa contractual con S. A. L. T. Entertainment, firmó con su nueva agencia Hunus Entertainment en 2015. El mismo año, participó en el drama diario Mi Hija, Geum Sa-wol y ganó el Premio a la Excelencia, categoría Actriz del Korea Drama Awards 9 por su actuación.
En 2016 protagonizó el thriller médico A Beautiful Mind.
En 2017 participó en el thriller legal Whisper, donde interpretó el papel de la frívola y sarcástica hija del CEO de un gran bufete de abogados, Choi Soo-yeon. Más tarde, en el invierno de ese mismo año protagonizó la serie Money Flower, con el papel de Na Mo-hyun, una maestra suplente de ciencias y activista medioambiental.
El 8 de abril de 2019 se unió al elenco de la serie Special Labor Inspection Team (también conocida como "Special Labor Inspector"), donde interpretó a Joo Mi-ran, la exesposa de Jo Jin-gap (Kim Dong-wook), hasta el final de la serie el 28 de mayo del mismo año.

## Filmografía

### Series televisivas
| Año  | Título                            | Rol                          | Canal | Ref.                 |
| ---- | --------------------------------- | ---------------------------- | ----- | -------------------- |
| 2002 | Inspector Park Mun-su             | Yang Soo-kyung               | MBC   |                      |
| 2003 | MBC Best Theater "Do 야 love me?" | Yoon-ju                      | MBC   |                      |
| 2011 | If Tomorrow Comes                 | Seo Yoo-jin                  | SBS   |                      |
| 2012 | Man from the Equator              | Choi Soo-mi (joven)          | KBS2  |                      |
| 2012 | Love Rain                         | Lee Mi-ho                    | KBS2  |                      |
| 2012 | Faith                             | Queen Noguk                  | SBS   |                      |
| 2012 | School 2013                       | Song Ha-kyung                | KBS2  |                      |
| 2013 | Flower Boys Next Door             | artista (cameo, episodio 16) | tvN   | [ 14 ]               |
| 2013 | A Tale of Two Sisters             | Choi Se-young                | KBS1  |                      |
| 2014 | Glorious Day                      | Jung Da-jung                 | SBS   |                      |
| 2015 | My Daughter, Geum Sa-wol          | Oh Hye-sang                  | MBC   |                      |
| 2016 | Beautiful Mind                    | Kim Min-jae                  | KBS2  |                      |
| 2017 | Whisper                           | Choi Soo-yeon                | SBS   | [ 15 ]               |
| 2017 | Money Flower                      | Na Mo-hyun                   | MBC   | [ 16 ]               |
| 2019 | Special Labor Inspection Team     | Joo Mi-ran                   | MBC   |                      |
| 2022 | Mental Coach Jegal                | Park Seung-ha                | tvN   | [ 17 ] [ 18 ] [ 19 ] |

### Películas
| Año  | Título          | Rol          |
| ---- | --------------- | ------------ |
| 2014 | Fashion King    | Park Hye-jin |
| 2015 | The Cat Funeral | Jae-hee      |

### Espectáculo de variedad
| Año  | Título                        | Red  | Notas                                     |
| ---- | ----------------------------- | ---- | ----------------------------------------- |
| 2013 | Music Bank                    | KBS2 | Host                                      |
| 2014 | We Got Married – Season 4     | MBC  | junto a Jang Wooyoung (Episodios 204–237) |
| 2016 | Law of the Jungle in Mongolia | SBS  | miembro (Episodios 234–237)               |

### Aparición en programas de radio
| Año  | Título                           | Cadena   | Notas                                            |
| ---- | -------------------------------- | -------- | ------------------------------------------------ |
| 2019 | Kim Shin-young's Afternoon Songs | MBC FM4U | junto a Kim Dong-wook y Kim Kyung-nam - invitado |

### Aparición en vídeos musicales
| Año  | Canción                     | Artista  |
| ---- | --------------------------- | -------- |
| 2012 | "Know Your Name (Acoustic)" | Jay Park |

### Revistas / sesiones fotográficas
| Año  | Título | Notas                 |
| ---- | ------ | --------------------- |
| 2019 | ALLURE | junto a Ryu Deok-hwan |

### Canción
| Año  | Título de canción | Artista      |
| ---- | ----------------- | ------------ |
| 2013 | "Shall We Dance"  | Standing Egg |

## Premios y nominaciones
| Año  | Premio                    | Categoría                                                                 | Trabajo nominado                | Resultado | Ref.   |
| ---- | ------------------------- | ------------------------------------------------------------------------- | ------------------------------- | --------- | ------ |
| 2012 | KBS Drama Awards          | mejor actriz nueva                                                        | Love Rain, Man from the Equator | Nominada  |        |
| 2012 | SBS Drama Awards          | Premio de Estrella nueva                                                  | Faith                           | Ganadora  |        |
| 2013 | 49th Baeksang Arts Awards | mejor actriz nueva(televisión)                                            | Faith                           | Nominada  |        |
| 2013 | KBS Drama Awards          | mejor actriz nueva                                                        | Sincerity Moves Heaven          | Nominada  |        |
| 2013 | KBS Drama Awards          | Premio de excelencia, Actriz en una Obra Diaria                           | Sincerity Moves Heaven          | Nominada  |        |
| 2014 | SBS Drama Awards          | Premio de Excelencia superior, Actriz en una Obra de Serial               | Glorious Day                    | Nominada  |        |
| 2015 | MBC Drama Award           | mejor actriz nueva en una Obra de Proyecto Especial                       | My Daughter, Geum Sa-wol        | Nominada  |        |
| 2016 | 9th Korea Drama Awards    | Premio de excelencia, Actriz                                              | My Daughter, Geum Sa-wol        | Ganadora  |        |
| 2017 | SBS Drama Awards          | Premio de excelencia, Actriz en una serie de lunes y martes               | Whisper                         | Ganadora  | [ 22 ] |
| 2018 | 11th Korea Drama Awards   | Premio de excelencia, Actriz                                              | Money Flower                    | Nominada  | [ 23 ] |
| 2018 | 6th APAN Star Awards      | Premio de gran excelencia, Actriz en una serie                            | Money Flower                    | Nominada  | [ 24 ] |
| 2019 | 2019 MBC Drama Award      | Excellence Award for an Actress in a Monday-Tuesday Special Project Drama | Special Labor Inspector, Mr. Jo | Ganadora  | [ 25 ] |